# Ildefonso Vieira Dias
Ildefonso Vieira Dias (Sobral, 9 de abril de 1939) é um político brasileiro que foi deputado estadual pelo Piauí.

## Biografia
Filho de Raimundo Vieira Dias e Isabel Vieira Dias. Funcionário público estadual, graduou-se em Medicina Veterinária pela Universidade Federal do Ceará. Membro da UDN antes do Regime Militar de 1964, ingressou na ARENA sendo eleito suplente de deputado estadual em 1974 e 1978, o que lhe valeu uma convocação quando o governador Lucídio Portela nomeou parlamentares para compor seu secretariado.  Com o retorno do pluripartidarismo em 1980 ingressou no PDS e foi eleito em 1982. Escolhido delegado da Assembleia Legislativa do Piauí por conta da eleição presidencial, votou em Tancredo Neves no Colégio Eleitoral em 1985.
Por fidelidade ao então governador Hugo Napoleão ingressou no PFL e disputou um novo mandato em 1986 sem obter êxito, recebendo o título de cidadão piauiense no ano seguinte.
Genro de José Ferreira de Alencar Mota.